# Rosi Braidotti
Rosi Braidotti (Latisana, 28 de setembre de 1954) és catedràtica de Filosofia i directora del Centre per les Humanitats de la Universitat d'Utrecht.

## Trajectòria
Tot i néixer a Itàlia, va créixer a Austràlia, on va llicenciar-se a la Universitat Nacional Australiana a Canberra, i va fer els estudis de doctorat en Filosofia a La Sorbona de París. Des del 1988 ha estat professora a la Universitat d'Utrecht.
És considerada una de les pioneres en els estudis de la dona a Europa. La seva carrera ha rebut múltiples reconeixements, com el doctorat honoris causa de la Universitat de Linköping (Suècia, 2013) i de la Universitat de Hèlsinki (2007), i el Premi Erasmus de la Comissió Europea (2010).

### Llibres
- 1991, Patterns of Dissonance: an Essay on Women in Contemporary French Philosophy, Cambridge: Polity Press; USA: Routledge, 316 pp. 2a ed: 1996.
- 1994, amb Ewa Charkiewicz, Sabine Hausler i Saskia Wieringa: Women, the Environment and Sustainable Development. Towards a Theoretical Synthesis, Londres: Zed Books, pp. 220.
- 1994, Nomadic Subjects. Embodiment and Sexual difference in Contemporary Feminist Theory. Cambridge: Columbia University Press, pp. 326.
- 1996, Madri, mostri e macchine, Roma: Manifesto Libri, amb un postfaci d’Anna Maria Crispino. 2a ed, revisada i ampliada, 2005.
- 2002, Nuovi soggetti nomadi, Roma: Luca Sossella editore, pp. 201.
- 2002, Metamorphoses: Towards a Materialist Theory of Becoming, Cambridge: Polity Press, pp. 317.
- 2003, Baby Boomers: Vite parallele dagli anni Cinquanta ai cinquant’anni, Florència: Giunti, pp. 191.
- 2004, Feminismo, diferencia sexual y subjetividad nómada, Barcelona: Gedisa, pp. 234.
- 2004, Op doorreis: nomadisch denken in de 21ste eeuw, Amsterdam: Boom, pp. 298.
- 2006, Transpositions: On Nomadic Ethics, Cambridge: Polity Press pp. 304.
- 2007, Egy nomád térképei. Feminizmus a posztmodern után, Budapest: Balassi Kiado, pp. 137.
- 2009, La philosophie, là où on ne l’attend pas, Paris: Larousse, pp. 286.
- 2011a, Nomadic Subjects. Embodiment and Sexual Difference in Contemporary Feminist Theory, 2a ed, Nova York: Columbia University Press, pp. 334.
- 2011b, Nomadic Theory. The Portable Rosi Braidotti, Nova York: Columbia University Press, pp. 416.
- 2013, The Posthuman. Cambridge, Polity Press.
- 2017a, Les posthumanitats a debat, Barcelona: CCCB, col·lecció Breus
- 2017b, Per una politica affermativa . Milà: Mimesis/I Volti.
- 2017, Posthuman Knowledge. Cambridge, Polity Press. Traducció catalana: Coneixement Posthumà (Arcàdia, 2020).[3][4][5]
- 2022, Posthuman Feminism. Cambridge, Polity Press.